# Piña de Campos
Piña de Campos is een gemeente in de Spaanse provincie Palencia in de regio Castilië en León met een oppervlakte van 12,39 km². Piña de Campos telt 228 inwoners (1 januari 2016).

## Demografische ontwikkeling
Bron: INE, 1857-2011: volkstellingen